# Mettatjärnarna
Mettatjärnarna är varandra näraliggande sjöar i Storumans kommun i Lappland som ingår i Umeälvens huvudavrinningsområde.
- Mettatjärnarna (Stensele socken, Lappland, 724630-154027), sjö i Storumans kommun, 65°19′06″N 16°40′12″Ö / 65.3184°N 16.6699°Ö (6,29 ha)
- Mettatjärnarna (Stensele socken, Lappland, 724635-154012), sjö i Storumans kommun, 65°19′02″N 16°39′56″Ö / 65.3172°N 16.6656°Ö